# Sergueï Kouriokhine
Sergueï Anatolievitch Kouriokhine (en russe : Серге́й Анато́льевич Курёхин), né le 16 juin 1954 à Mourmansk et mort le 9 juillet 1996 à Saint-Pétersbourg, est un artiste expérimental, compositeur et pianiste russe, l'un des pionniers du rock russe,. Brillant représentant de la culture alternative de Léningrad, il est le fondateur du groupe Pop-Mekhanika et également animateur de radio, auteur de plusieurs films et émissions télévisées,,.
Amateur de jazz à ses débuts, Kouriokhine évolue progressivement vers l'art performance et travaille dans la tradition artistique interdisciplinaire, mêlant lors de ses concerts les interprétations musicales de jazz fusion, rock progressif, rock expérimental ou new wave, avec les numéros de spectacle vivant et les effets visuels inattendus, faisant appel à divers catégorie d'artiste. Sur scène, il ne joue pas systématiquement d'un instrument, se contentant parfois de donner le tempo au jeu des autres musiciens ou simplement exécuter les mouvements excentriques.

## Biographie
Sergueï naît le 16 juin 1954 à Mourmansk dans la famille du capitaine de deuxième rang Anatoly Kouriokhine. Lorsque Sergueï a quatre ans, la famille s'installe à Moscou. Quelques années plus tard, ils déménagent à Eupatoria, où Sergueï poursuit sa scolarité et fréquente une école de musique.
En 1971, la famille déménage à Leningrad. Sergueï entre à l'Institut national de la culture de Saint-Pétersbourg, mais abandonna finalement ses études. Il travaille comme accompagnateur à l'école de gymnastique pour enfants du Comité de la culture physique et des sports de Leningrad.
À Leningrad, Sergueï rencontre le jeune poète Arkadi Dragomochtchenko, qui lui fait découvrir la bohème de Léningrad. Il commence à participer à des concerts de musique d'improvisation et à jouer des claviers dans le groupe Post, qui interpréte des reprises de chansons de stars du rock occidental. Avec Kouriokhine, le groupe élargit son répertoire pour inclure des compositions art-rock et des adaptations d'œuvres classiques.
En 1981, Boris Grebenchtchikov appelle Kouriokhinen comme claviériste pour enregistrer le prochain album d'Aquarium, intitulé Triangle. Il commence à se produire régulièrement avec Aquarium. Kouriokhine a également participé à l'enregistrement de la partie studio de l'album Electricity en 1981.
Toujours en 1981, Kouriokhine crée un projet de concert appelé Crazy Music Orchestra, qui devient le prototype de son futur groupe Pop-Mekhanika. 
Kouriokhine et Grebenchtchikov continuent à se produire ensemble, donnant des concerts « officiels » et « underground ». Leur collaboration se poursuit dans l'album Tabu (1982). En 1983, les musiciens enregistrent un album intitulé Radio Africa, puis, les albums Culture souterraine et Les rossignols fous de la forêt russe, édités ensuite par Leo Records.
La première représentation de Pop-Mekhanika a lieu le 14 avril 1984 au Palais de la Culture Moskvorechye de Moscou. Le noyau du big band était composé de musiciens du groupe Strannye Igri, parmi les autres participants au spectacle figuraient Sergueï Letov, Igor Boutman, Valentina Ponomareva et Alexander Alexandrov.
En 1988, il compose la musique pour le film Maître décorateur réalisé par Oleg Teptsov d'après le récit d'Alexandre Grine Voiture grise. La même année, ses compositions sont interprétées dans le film Tragédie dans le style rock de Savva Kouliche. En plus de créer de la musique pour des films, Kouriokhine fait apparition dans plusieurs films en tant qu'acteur. On le voit notamment au côté de Boris Grebenchtchikov dans Deux capitaines 2, film musical à l'humour absurde réalisé par Sergueï Debijev.
L’enregistrement conjoint de Kuryokhin et Sergei Letov, Polynesie : An Introduction to History (1989), est le premier disque du musicien sorti chez Melodiya, la société ayant le monopole d'édition phonographique en Union soviétique. En février de la même année, Pop-Mekhanika donne un concert à Liverpool. Il se produit au festival "Les Allumées" de Nantes en 1991.
En 1991, Kouriokhine assisté de journaliste Sergueï Cholokhov crée dans le programme Piatoïe koleso diffusé sur Pétersbourg TV-5, un événement médiatique avec un canular affirmant que Lénine à la suite de la consommation régulière des champignons hallucinogènes s'est transformé lui-même en champignon et que la Révolution russe est le fruit de cette transformation. Cette idée a priori absurde n'était pas présentée d'emblée aux spectateurs, mais ressortait progressivement d'une argumentation prétendument logique, mais en réalité très floue. Kouriokhine en qualité d'expert politologue développait sa thèse alors que Cholokhov en tant que présentateur faisait semblant de se ranger de l'avis de son invité ce qui renforçait l'illusion d'un débat sérieux. Les soviétiques pour qui à l'époque la télévision est l'organe officiel du pouvoir ne perçoivent pas la dérision et inondent la rédaction de la chaîne d'appels afin d'apprendre plus sur cette vérité historique,.
Dans les dernières années de sa vie Kouriokhine, après avoir fait connaissance d'Édouard Limonov, adhère au mouvement de national-bolchevisme. En 1995, il organise même un concert gratuit dans la banlieue de Saint-Pétersbourg pour soutenir la candidature d'Alexandre Douguine à la Douma,.
Atteint d'un sarcome cardiaque, il meurt à l'âge de 42 ans, laissant inachevés plusieurs projets. L'artiste repose au cimetière de Komarovo. Son nom est donné au Centre d'Art moderne de Saint-Pétersbourg et au Festival de musique SKIF qui s'y déroule chaque année depuis 1997,.